# Amata iphimedea
Amata iphimedea là một loài bướm đêm thuộc phân họ Arctiinae, họ Erebidae.